# Résident
Pour les articles homonymes, voir Résident (colonie) et Résident (Indes néerlandaises).
Un résident, est une personne physique (particulier domicilié dans un pays) ou morale (société immatriculée dans un pays) dont le domicile principal est situé dans un pays donné et juridiquement considérée comme telle par l'administration de celui-ci.
La qualité de résident est indépendante de la nationalité de la personne concernée. Elle est éventuellement attestée, concernant un étranger, par la délivrance d'un titre de séjour, d'un titre de résident ou d'une carte de résident permanent (par exemple la green card aux États-Unis, en Australie et au Canada).

## Critères
Au Maroc, trois critères sont retenus pour déterminer la résidence. Le foyer principal, le centre d'intérêt économique et la durée de séjour.

## Résident fiscal
Cette personne est par ailleurs un résident fiscal si elle est qualifiée telle par l'administration fiscale du pays qui considère qu'elle exerce l'essentiel de ses activités économiques soumises à l'impôt dans celui-ci.

## Secteurs institutionnels
Les comptabilités nationales des pays de l'Union européenne distribuent cinq secteurs institutionnels résidents (sociétés non financières, sociétés financières, administrations publiques, ménages, institution sans but lucratif au service des ménages) et un secteur non-résident, le reste du monde.